# Гумеде, Джозиа Зион
Джозиа Зион Гумеде (19 сентября 1919, Бембес, Северный Матабелеленд, Южная Родезия — 1989) — зимбабвийский политический, первый и единственный президент государства Зимбабве-Родезия (1979).

## Биография
Получил образование в Капской провинции (ЮАР). Работал учителем, директором школы.
В 1960—1962 гг. — помощник по вопросам информации и образования представителя Федерации Родезии и Ньясаленда в Великобритании.
В 1963—1965 гг. — в аппарате министерства иностранных дел.
Затем — генеральный секретарь ассоциации африканских учителей Родезии, членом совета по ликвидации последствий стихийных бедствий, директором племенной корпорации по освоению земель, а также членом совета директоров Национальной свободной библиотеки Родезии.
Состоял в партии Объединённый африканский национальный совет, возглавляемой Абелем Музоревой.
В июне-декабре 1979 г. — президент государства Зимбабве-Родезия, которое не получило международного признания и создание которого привело к эскалации гражданской войны стране. Покинул свой пост в результате реализации положений Ланкастерских соглашений (1979), признававших независимость Зимбабве и по результатам всеобщих выборов 1980 г., на которых победило радикальное крыло национально-освободительного движения ЗАНУ во главе с Робертом Мугабе.